# Джанкшен (Техас)
Джанкшен (англ. Junction) — місто (англ. city) в США, в окрузі Кімбл штату Техас. Населення — 2451 особа (2020).

## Географія
Джанкшен розташований за координатами 30°29′27″ пн. ш. 99°46′24″ зх. д. / 30.49083° пн. ш. 99.77333° зх. д. (30.490759, -99.773222).  За даними Бюро перепису населення США в 2010 році місто мало площу 5,96 км², з яких 5,95 км² — суходіл та 0,02 км² — водойми.

## Демографія
Згідно з переписом 2010 року, у місті мешкали 2574 особи в 1067 домогосподарствах у складі 675 родин. Густота населення становила 432 особи/км².  Було 1270 помешкань (213/км²).
Расовий склад населення:
| - 89,4 % — білих - 0,9 % — корінних американців - 0,2 % — чорних або афроамериканців - 0,2 % — азіатів - 8,1 % — осіб інших рас |

До двох чи більше рас належало 1,2 %. Частка іспаномовних становила 33,1 % від усіх жителів.
За віковим діапазоном населення розподілялося таким чином: 25,1 % — особи молодші 18 років, 56,8 % — особи у віці 18—64 років, 18,1 % — особи у віці 65 років та старші. Медіана віку мешканця становила 40,8 року. На 100 осіб жіночої статі у місті припадало 89,1 чоловіків;  на 100 жінок у віці від 18 років та старших — 86,0 чоловіків також старших 18 років.
Середній дохід на одне домашнє господарство  становив 47 121 долар США (медіана — 27 319), а середній дохід на одну сім'ю — 62 272 долари (медіана — 41 786). Медіана доходів становила 31 192 долари для чоловіків та 21 563 долари для жінок. За межею бідності перебувало 27,4 % осіб, у тому числі 33,6 % дітей у віці до 18 років та 11,7 % осіб у віці 65 років та старших.
Цивільне працевлаштоване населення становило 1377 осіб. Основні галузі зайнятості: освіта, охорона здоров'я та соціальна допомога — 19,0 %, роздрібна торгівля — 13,7 %, мистецтво, розваги та відпочинок — 13,3 %.